# Baekpeuro
Baekpeuro è un film del 2014 diretto da Kim Myung-kyun.

## Trama
Baek Se-jin ha un talento incredibile per giocare a golf ed in breve tempo diventa un vero campione vincendo numerosi premi. A causa del successo, la sua vita prende una brutta svolta e Baek Se-jin inizia a trascorrere il suo tempo libero ubriacandosi e andando con le ragazze. Una sera, mentre guida l'auto completamente ubriaco, fa un incidente stradale nel quale perde la vita il suo manager. Baek Se-jin, a causa dello shock, perde l'uso della parola.
Un anno più tardi, Baek Se-jin giunge su una piccola isola su invito del preside di una scuola elementare. Si rende ben presto conto di essere stato chiamato lì per insegnare golf agli studenti della scuola. La scuola infatti rischia la chiusura se i suoi studenti non passeranno il turno preliminare del prossimo torneo di golf junior.
Baek Se-jin vorrebbe lasciare l'isola, ma i bambini e gli abitanti lo convincono a rimanere. Il ragazzo si mette quindi al lavoro per trasformare gli studenti della scuola in piccoli campioni di golf.

## Produzione
Le riprese del film si sono svolte dal 15 gennaio al 24 settembre 2011; tuttavia il film non è uscito nei cinema fino al 3 aprile 2014.